# Rakitovica
Rakitovica falu Horvátországban, Eszék-Baranya megyében. Közigazgatásilag Alsómiholjáchoz tartozik.

## Fekvése
Eszéktől légvonalban 41, közúton 49 km-re északnyugatra, községközpontjától 5 km-re délre, a Szlavóniai-síkságon, a Karasicától északra, az Alsómiholjácról Nekcsére menő úttól keletre fekszik.

## Története
A régészeti leletek tanúsága szerint területe már az őskorban is lakott volt. A falutól nyugatra, egy északkelet-délnyugati irányú enyhe magaslaton, a „Kraka” nevű lelőhelyen a késő bronzkorhoz tartozó településmaradványokat, főként kerámiatöredékeket és használati tárgyakat találtak. A leletek az i. e. 1300-tól az i. e. 800-ig terjedő időszakból származtak.
A község turisztikai irodájának honlapja szerint a települést már a 14. században említik. A szóbeli hagyomány szerint a régi falu a Karasica mentén feküdt a ma Staro Selonak nevezett helyen. A török kiűzése után Boszniából katolikus sokácok vándoroltak be ide és a valpói, később pedig az alsómiholjáci uradalom része lett. Birtokosa a Hilleprand von Prandau család volt és a család maradt a birtokosa egészen 1865-ig, amikor Hilleprand von Prandau Károly gyermektelenül halt meg. Ekkor Gusztáv testvérének lánya Stefánia lett a miholjáci uradalom birtokosa, aki Mailáth György felesége lett. Ezután a Mailáth család birtoka volt 1923-ig, amikor a család itteni birtokait a jugoszláv állam elvette.
Az első katonai felmérés térképén „Rakitovicza” néven található. Lipszky János 1808-ban Budán kiadott repertóriumában „Rakitovicza” néven szerepel. Nagy Lajos  1829-ben kiadott művében „Rakitovicza” néven 112 házzal, 643 katolikus vallású lakossal találjuk.
1857-ben 622, 1910-ben 959 lakosa volt. Verőce vármegye Alsómiholjáci járásához tartozott. Az 1910-es népszámlálás adatai szerint lakosságának 82%-a horvát, 14%-a magyar, 4%-a német anyanyelvű volt. Az első világháború után 1918-ban az új szerb-horvát-szlovén állam, majd később (1929-ben) Jugoszlávia része lett. 1991-ben lakosságának 98%-a horvát nemzetiségű volt. 2011-ben a falunak 868 lakosa volt.

## Lakossága
| Lakosság változása | Lakosság változása | Lakosság változása | Lakosság változása | Lakosság változása | Lakosság változása | Lakosság változása | Lakosság változása | Lakosság változása | Lakosság változása | Lakosság változása | Lakosság változása | Lakosság változása | Lakosság változása | Lakosság változása | Lakosság változása |
| ------------------ | ------------------ | ------------------ | ------------------ | ------------------ | ------------------ | ------------------ | ------------------ | ------------------ | ------------------ | ------------------ | ------------------ | ------------------ | ------------------ | ------------------ | ------------------ |
| 1857               | 1869               | 1880               | 1890               | 1900               | 1910               | 1921               | 1931               | 1948               | 1953               | 1961               | 1971               | 1981               | 1991               | 2001               | 2011               |
| 622                | 652                | 649                | 714                | 825                | 959                | 912                | 976                | 1.100              | 1.121              | 1.148              | 1.033              | 986                | 945                | 925                | 868                |

## Gazdaság
A lakosság többsége mezőgazdasággal és állattartással foglalkozik, valamint a közeli városban dolgozik.

## Nevezetességei
- Szent Jakab apostol tiszteletére szentelt temploma az alsómiholjáci Szent Mihály plébánia filiája. A templomot 1798-ban építették, története során többször megújították.

- Érdekesség, hogy a falu északi részén, az Alsómiholjác felé vezető út mentén régen állt egy tölgyfa, melyet a régiek „Vilovski rast” (tündértölgy) néven emlegettek. A fának messze földön híre volt, mivel varázserőt tulajdonítottak neki. A nép hite szerint azért volt nagy a varázsereje, mert Arsanja hegyétől a Papukig az összes tündér és boszorkány gyülekezőhelye volt. Az emberek hitték, hogy aki a fát megközelíti, annak nagy kára lesz belőle.

## Kultúra
- A KUD „Josip Čoklić” Rakitovica kulturális és művészeti egyesületet 1929-ben alapították. Egyik alapítójának a nevét viseli.
- A „Zlatna berba” folklórfesztivál megrendezésére minden év szeptember végén kerül sor. Az esemény a résztvevők népviseletekben való felvonulásával kezdődik. Bemutatják hagyományos ételeiket, süteményeiket és kézműves munkáikat.

## Oktatás
A faluban a magadenovaci Matija Gubec általános iskola négyosztályos, alsó tagozatos területi iskolája működik.

## Sport
Az NK „Sokol” Rakitovica labdarúgócsapata a megyei 2. ligában szerepel.

## Egyesületek
- DVD Rakitovica önkéntes tűzoltó egyesület.
- „Petel” Rakitovica ifjúsági egyesület.